# Lista okrętów United States Navy, G
W tej sekcji listy okrętów United States Navy wymienione są nazwy wszystkich okrętów United States Navy, których nazwa zaczyna się od G.
Aby zobaczyć wyłącznie listę okrętów obecnie pozostających w służbie — patrz Lista obecnie służących okrętów United States Navy
W przypadku okrętów, których nazwa została użyta jednokrotnie, link USS "Nazwa_okrętu" kieruje do artykułu o konkretnym okręcie. Jeżeli nazwy użyto kilkakrotnie, link USS "Nazwa_okrętu" kieruje do strony ujednoznaczniającej z krótkimi opisami poszczególnych okrętów, natomiast linki następujące po nazwie kierują do tych okrętów bezpośrednio.

## G-Ga
- USS "G-1" (SS-19½)
- USS "G-2" (SS-27)
- USS "G-3" (SS-31)
- USS "G-4" (SS-26)
- USS "G. H. McNeal" ()
- USS "G. L. Brockenborough" ()
- USS "G. W. Blunt" ()
- USS "Gabilan" ()
- USS "Gadsen" ()
- USS "Gadwall" ()
- USS "Gage" (APA-168)
- USS "Gainard" (DD-706)
- USS "Gaivota" ()
- USS "Galatea" ()
- USS "Galaxy" (IX-54)
- USS "Galena" (1862, 1880, PC-1136)
- USS "Galilea" ()
- USS "Gallant" (, MSO-489)
- USS "Gallatin" (, LPA-169)
- USS "Gallery" (FFG-26)
- USS "Gallinipper" ()
- USS "Gallipolis" ()
- USS "Gallup" (PF-47, PG-85)
- USS "Galveston" (C-17, CLG-3)
- USS "Gamage" ()
- USS "Gambier Bay" (CVE-73)
- USS "Gamma" ()
- USS "Ganadoga" ()
- USS "Gandy" ()
- USS "Ganges" (1794)
- USS "Gannet" (, )
- USS "Gansevoort" (DD-608)
- USS "Gantner" (APD-42)
- USS "Ganymede" ()
- USS "Gar" (SS-206)
- USS "Garcia" (FF-1040)
- USS "Gardenia" ()
- USS "Gardiner" ()
- USS "Gardiners Bay" ()
- USS "Gardoqui" ()
- USS "Garfield County" ()
- USS "Garfield Thomas" ()
- USS "Garfish" (SS-30)
- USS "Gargoyle" ()
- USS "Garland" (, )
- USS "Garlies" ()
- USS "Garlopa" (SS-358)
- USS "Garnet" ()
- USS "Garonne" ()
- USS "Garrard" ()
- USS "Garrett County" (AGP-786)
- USS "Garrupa" (SS-359)
- USS "Gary" (CL-147, FFG-51)
- USS "Gasconade" ()
- USS "Gatch" ()
- USS "Gates" (1776, CG-51)
- USS "Gatling" (DD-671)
- USS "Gato" (SS-212, SSN-615)
- USS "Gauger" ()
- USS "Gavia" ()
- USS "Gayety" ()
- USS "Gaynier" ()
- USS "Gazelle" (, , )

## Ge-Gen
- USS "Gear" (ARS-34)
- USS "Gearing" (DD-710)
- USS "Geiger" (AP-197)
- USS "Gem" ()
- USS "Gem of the Sea" ()
- USS "Gem State" (ACS-2)
- USS "Gemini" (PHM-6)
- USS "Gemsbok" (, )
- USS "Gendreau" (DE-639)
- USS "General A. E. Anderson" (AP-111)
- USS "General A. W. Brewster" (AP-155)
- USS "General A. W. Greely" (AP-141)
- USS "General Alava" ()
- USS "General Alexander M. Patch" (AP-122)
- USS "General Arnold" ()
- USS "General Bragg" (1862)
- USS "General Burnside" ()
- USS "General C. C. Ballou" (AP-157)
- USS "General C. G. Morton" (AP-138)
- USS "General C. H. Muir" (AP-142)
- USS "General D. E. Aultman" (AP-156)
- USS "General Daniel I. Sultan" ()
- USS "General E. T. Collins" (AP-147)
- USS "General Edwin D. Patrick" (AP-124)
- USS "General G. O. Squier" (AP-130)
- USS "General G. W. Goethals" ()
- USS "General Gates" ()
- USS "General George M. Randall" (AP-115)
- USS "General Grant" ()
- USS "General Greene" (1797, 1799)
- USS "General H. B. Freeman" (AP-143)
- USS "General H. F. Hodges" (AP-144)
- USS "General H. H. Arnold" (AGM-9)
- USS "General H. L. Scott" (AP-136)
- USS "General H. W. Butner" (AP-113)
- USS "General Harry Taylor" (AP-145)
- USS "General Hoyt S. Vandenberg" (AGM-10)
- USS "General Hugh J. Gaffey" ()
- USS "General J. C. Breckinridge" (AP-176)
- USS "General J. H. McRae" (AP-149)
- USS "General J. R. Brooke" (AP-132)
- USS "General John Pope" (AP-110)
- USS "General Knox" ()
- USS "General LeRoy Eltinge" (AP-154)
- USS "General Lyon" ()
- USS "General M. B. Stewart" (AP-140)
- USS "General M. C. Meigs" (AP-116)
- USS "General M. L. Hersey" (AP-148)
- USS "General M. M. Patrick" (AP-150)
- USS "General Maurice Rose" (AP-126)
- USS "General Mifflin" ()
- USS "General Nelson M. Walker" (AP-125)
- USS "General Oswald H. Ernst" (AP-133)
- USS "General Omar Bundy" (AP-152)
- USS "General Pike" (1813)
- USS "General Pillow" ()
- USS "General Price" (1862)
- USS "General Putnam" ()
- USS "General R. E. Callan" (AP-139)
- USS "General R. L. Howze" (AP-134)
- USS "General R. M. Blatchford" (AP-153)
- USS "General S. D. Sturgis" (AP-137)
- USS "General Schuyler" ()
- USS "General Sherman" ()
- USS "General Simon B. Buckner" (AP-123)
- USS "General Stuart Heintzelman" (AP-159)
- USS "General Tasker H. Bliss" (AP-131)
- USS "General Taylor" ()
- USS "General Thomas" ()
- USS "General W. A. Mann" (AP-112)
- USS "General W. C. Gorgas" ()
- USS "General W. C. Langfitt" (AP-151)
- USS "General W. F. Hase" (AP-146)
- USS "General W. G. Haan" (AP-158)
- USS "General Walter H. Gordon" (AP-117)
- USS "General W. M. Black" (AP-135)
- USS "General W. P. Richardson" (AP-118)
- USS "General Walter H. Gordon" (AP-117)
- USS "General Washington" ()
- USS "General William Mitchell" (AP-114)
- USS "General William O. Darby" ()
- USS "General William Weigel" (AP-119)
- USS "Genesee" (,. AOG-8)
- USS "Geneva" (APA-86)
- USS "Genevieve" ()
- USS "Gentry" ()

## Geo-Get
- USS "Geoanna" ()
- USS "George" (DE-697)
- USS "George A. Johnson" (DE-583)
- USS "George Bancroft" (SSBN-643)
- USS "George Burton" ()
- USS "George C. Marshall" (SSBN-654)
- USS "George Clarke" ()
- USS "George Clymer" ()
- USS "George Cochrane" ()
- USS "George E. Badger" (DD-196(inne języki))
- USS "George E. Davis" (DE-357)
- USS "George Eastman" ()
- USS "George F. Elliott I" ()
- USS "George F. Elliott II" ()
- USS "George F. Pierce" ()
- USS "George G. Henry" ()
- USS "George H. Bradley" ()
- USS "George H.W. Bush" (CVN-77)
- USS "George K. MacKenzie" (DD-836)
- USS "George M. Bibb" (WPG-31)
- USS "George M. Campbell" (WPG-32)
- USS "George Mangham" ()
- USS "George P. Squires" ()
- USS "George P. Upshur" ()
- USS "George Philip" (FFG-12)
- USS "George W. Goethals" ()
- USS "George W. Ingram" (APD-43)
- USS "George W. Rodger" ()
- USS "George Washington" (1798, 1908, SSBN-598, CVN-73)
- USS "George Washington Carver" (1946, SSBN-656)
- USS "George Washington Parke Custis" ()
- USS "Georgetown" ()
- USS "Georgia" (BB-15, SSBN-729)
- USS "Georgia Packet" ()
- USS "Georgiana" ()
- USS "Georgiana III" ()
- USS "Geraldine" ()
- USS "Geranium" ()
- USS "Germ" ()
- USS "Germantown" (1846, LSD-42)
- USS "Geronimo" (, )
- USS "Gertrude" ()
- USS "Get There" ()
- USS "Gettysburg" (1858, PCE-904, CG-64)

## Gh-Gn
- USS "Ghent" ()
- USS "Gherardi" (DD-637)
- USS "Giansar" ()
- USS "Gibson County" ()
- USS "Gila River" ()
- USS "Gilbert Islands" (CVE-107)
- USS "Gillespie" (DD-609)
- USS "Gillette" (, DE-681)
- USS "Gilliam" ()
- USS "Gilligan" (DE-508)
- USS "Gilliland" (AKR-298)
- USS "Gillis" (DD-260/AVD-12)
- USS "Gilmer" (DD-233/APD-11, PC-565)
- USS "Gilmore" ()
- USS "Ginko" ()
- USS "Gipsey" ()
- USS "Giraffe" ()
- USS "Girasol" ()
- USS "Glacier" (, , , )
- USS "Gladiator" (, MCM-11)
- USS "Gladiola" ()
- USS "Gladiolus" ()
- USS "Gladwin" ()
- USS "Gladwyne" (PF-62/PG-170)
- USS "Glance" ()
- USS "Glasgow" ()
- USS "Glaucus" ()
- USS "Gleaves" (DD-423)
- USS "Glen White" ()
- USS "Glenard P. Lipscomb" (SSN-685)
- USS "Glendale" (PF-36)
- USS "Glendoveer" ()
- USS "Glennon" (, DD-840)
- USS "Glenolden" ()
- USS "Glenville" ()
- USS "Glenwood" (PC-1140)
- USS "Glide" (1862, 1863)
- USS "Glomar Explorer" (AG-193)
- USS "Gloria Dalton" ()
- USS "Gloucester" (1891, PF-22)
- USS "Glover" (AGFF-1)
- USS "Glynn" (LPA-239)
- USS "Gnat" ()

## Go
- USS "Goff" (DD-247)
- USS "Gold Shell" ()
- USS "Gold Star" ()
- USS "Goldcrest" (, )
- USS "Golden City" ()
- USS "Golden Eagle" ()
- USS "Golden Gate" ()
- USS "Goldfinch" (, )
- USS "Goldring" (SS-360)
- USS "Goldsborough" (TB-20, DD-188, DDG-20)
- USS "Golet" (SS-361)
- USS "Goliah" ()
- USS "Goliath" (1869)
- USS "Gonzalez" (DDG-66)
- USS "Goodhue" ()
- USS "Goodrich" (DD-831)
- USS "Goodson" ()
- USS "Goodwill" ()
- USS "Gopher" ()
- USS "Gopher State" (T-ACS-4)
- USS "Gordius" ()
- USS "Gordon" (AKR-296)
- USS "Gordonia" ()
- USS "Gore" ()
- USS "Gorgon" (1869, BAM-18)
- USS "Gorgona" ()
- USS "Gorontalo" ()
- USS "Goshawk" ()
- USS "Goshen" (APA-108)
- USS "Gosper" ()
- USS "Goss" ()
- USS "Gosselin" (APD-126)
- USS "Gould Island" ()
- USS "Governor" ()
- USS "Governor Buckingham" ()
- USS "Governor Davie" ()
- USS "Governor Jay" ()
- USS "Governor R. M. McLane" ()
- USS "Governor Russell" ()
- USS "Governor Tompkins" ()
- USS "Governor Williams" ()
- USS "Gozo" ()

## Gr
- USS "Gracie S" ()
- USS "Grackle" (, , )
- USS "Grady" ()
- USS "Graf Waldersee" ()
- USS "Graffias" (AF-29)
- USS "Grafton" (, )
- USS "Graham" ()
- USS "Graham County" (LST-1176/AGP-1176)
- USS "Grainger" ()
- USS "Grampus" (, 1820, 1863, SS-4, SS-207, SS-523)
- USS "Grand Canyon" (AR-28)
- USS "Grand Canyon State" (ACS-3)
- USS "Grand Forks" (PF-11/PG-119)
- USS "Grand Gulf" ()
- USS "Grand Island" (PF-14/PG-122)
- USS "Grand Rapids" (PF-31, PG-98)
- USS "Grand River" ()
- USS "Granite" ()
- USS "Granite City" ()
- USS "Granite State" ()
- USS "Grant" ()
- USS "Grant County" (LST-1174)
- USS "Granville" (APA-171)
- USS "Granville S. Hall" (YAG-40)
- USS "Grapeshot" ()
- USS "Grapple" (ARS-7, ARS-53)
- USS "Grasp" (ARS-24, ARS-51)
- USS "Gratia" ()
- USS "Gratitude" ()
- USS "Gray" (FF-1054)
- USS "Grayback" (SS-208, SSG-574)
- USS "Graylag" ()
- USS "Grayling" (SS-18, SP-1259, SP-289, SS-209, SSN-646)
- USS "Grayson" (DD-435)
- USS "Great Lakes" ()
- USS "Great Northern" ()
- USS "Great Sitkin" (AE-17)
- USS "Great Western" ()
- USS "Grebe" (AT-134)
- USS "Grecian" ()
- USS "Green Bay" (PG-101, LPD-20)
- USS "Green Dragon" ()
- USS "Green Island" ()
- USS "Green Mountain State" (ACS-9)
- USS "Green River" ()
- USS "Greenbrier River" ()
- USS "Greencastle" (PC-1119)
- USS "Greene" (DD-266/AVD-13/APD-36)
- USS "Greeneville" (SSN-772)
- USS "Greenfish" (SS-351)
- USS "Greenlet" (ASR-10)
- USS "Greenling" (SS-213, SSN-614)
- USS "Greensboro" ()
- USS "Greenville Victory" (AK-237)
- USS "Greenwich" ()
- USS "Greenwich Bay" ()
- USS "Greenwood" ()
- USS "Greer" ()
- USS "Greer County" ()
- USS "Gregory" (APD-3, DD-802)
- USS "Greiner" ()
- USS "Grenadier" (SS-210, SS-525)
- USS "Gresham" ()
- USS "Gretchen" (, )
- USS "Grey Fox" ()
- USS "Greyhound" (, , )
- USS "Gridley" (DD-92, DD-380, CG-21, DDG-101)
- USS "Griffin" (AS-13)
- USS "Griggs" ()
- USS "Grimes" ()
- USS "Grindall" ()
- USS "Grinnell" ()
- USS "Griswold" (SP-3138, DE-7)
- USS "Grommet Reefer" (T-AF-53)
- USS "Grosbeak" (, , , )
- USS "Grosse Pointe" ()
- USS "Grosser Kurfurst" ()
- USS "Groton" (,. SSN-694)
- USS "Grouper" (SS-214)
- USS "Grouse" (, )
- USS "Groves" ()
- USS "Growler" (1812, 1812-2, SS-215, SSG-577)
- USS "Grumium" ()
- USS "Grundy" ()
- USS "Grunion" (SS-216)

## Gu-Gy
- USS "Guadalcanal" (CVE-60, LPH-7)
- USS "Guadalupe" (AO-32, AO-200)
- USS "Gualala" ()
- USS "Guam" (PG-43, CB-2, LPH-9)
- USS "Guantanamo" ()
- USS "Guard" (, , )
- USS "Guardfish" (SS-217, SSN-612)
- USS "Guardian" (MCM-5)
- USS "Guardoqui" ()
- USS "Guavina" (SS-362)
- USS "Gudgeon" (SS-211, SSAG-567)
- USS "Guerriere" (1814, 1865)
- USS "Guest" (DD-472(inne języki))
- USS "Guide" (, MSO-447)
- USS "Guilford" ()
- USS "Guinevere" (, )
- USS "Guitarro" (SS-363, SSN-665)
- USS "Gulfport" (AK-5, PF-20)
- USS "Gull" (, )
- USS "Gum Tree" ()
- USS "Gunason" (DE-795)
- USS "Gunnel" (SS-253)
- USS "Gunnison River" (LSM(R)-508)
- USS "Gunston Hall" (LSD-5, LSD-44)
- USS "Gurke" (DD-783)
- USS "Gurkha" (SP-600)
- USS "Gurnard" (SS-254, SSN-662)
- USS "Gustafson" (DE-182)
- USS "Guyandot" (AOG-16)
- USS "Guymon" (PC-1177)
- USS "Gwin" (TB-16, DD-71, DD-433, DM-33)
- USS "Gwinnett" (AVS-5)
- USS "Gyatt" (DD-712/DDG-1)
- USS "Gypsum Queen" (SP-430)
- USS "Gypsy" (SP-55, ARS(D)-1)
- USS "Gyre" (AGOR-21)
- USS "GYSGT Fred W. Stockham" (AK-3017)